# 王雪峰 (1964年)
王雪峰（1964年8月26日—），中華民國政治人物，民主進步黨籍。出生於台北市，曾任立法委員、國大代表。

## 生平
王雪峰為黨外運動重要成員王昆和之女，早年考取國立台灣大學政治系，後轉入國立台灣大學法律系就讀。王雪峰就讀大學期間曾經參與學生運動，擔任過台大學生代表聯合會副主席，並且為大學法改革促進會的創始人之一；王雪峰也曾經在520事件中遭到軍警攻擊與拘留。之後王雪峰前往美國康乃爾大學攻讀並取得法律碩士，之後進入哈佛大學法學院進行研究。
王雪峰返台後於1991年代表民主進步黨於台北市參選第二屆國民大會代表，並且當選；之後出任民主進步黨中央黨部社會運動部副主任，1995年當選第三屆立法委員，並且於1998年、2001年連任。
2002年，王雪峰與學生運動時期的夥伴王作良結婚，退出政壇。
2009年4月，有台灣媒體報導王雪峰與王作良在臺北縣新店市山區住處附近拾荒維生；當時王雪峰說，拾荒沒什麼不好，她也不介意旁人認出她，但她也希望外界幫她找工作。
2009年10月15日，王雪峰搭乘救護車前往醫院驗傷後至警察局報案，王雪峰胞弟王博昱指稱王雪峰自2007年起就已遭王作良施暴。2009年10月16日，王作良說，他們15日當天只有爭執，他並未打王雪峰，而王雪峰偶爾也會動手打他；他說，他確實曾在2007年底打過王雪峰，王雪峰有去醫院驗傷和至警察局備案，但王雪峰已經選擇原諒且決定不提告；他說，基於基督教信仰，他與王雪峰不會離婚，他也會妥善照顧健康狀況不佳的王雪峰。